# Segunda Liga de Yugoslavia

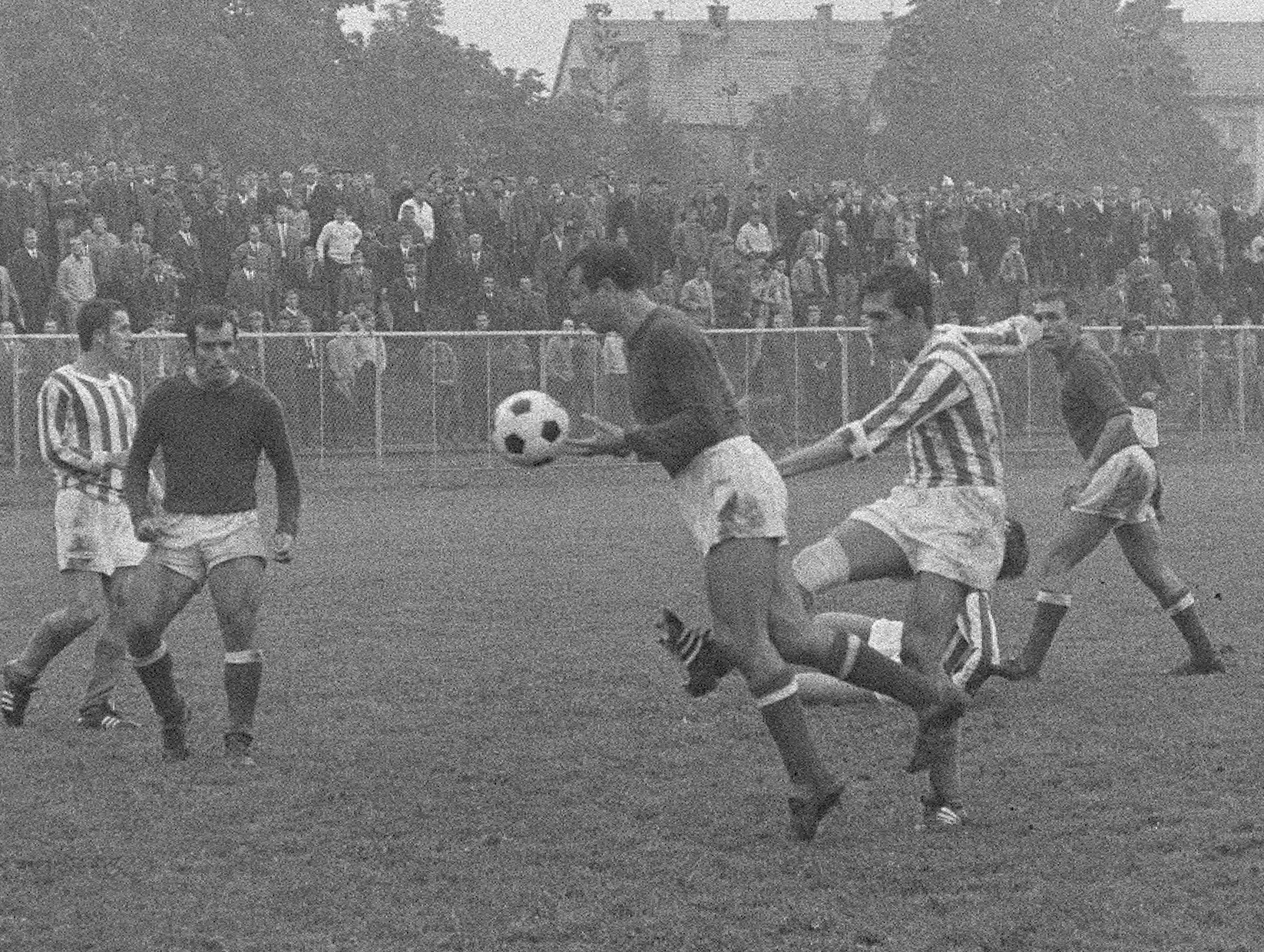
Partido entre NK Železničar Maribor y HNK Šibenik en 1969

La Segunda Liga de Yugoslavia (en serbio: 2. Caвeзнa лигa, en croata: 2. Savezna liga, en esloveno: Druga zvezna liga, en macedonio: Втора сојузна лига) fue la segunda liga de fútbol más importante de Yugoslavia entre 1946 y 1991 solo superada por la Primera Liga de Yugoslavia.

## Historia
La liga fue creada en el año 1946 al finalizar la Segunda Guerra Mundial, y desde su fundación tuvo varios cambios de formato:
- La temporada de 1946/47 se jugó bajo un sistema de 6 grupos, los cuales representaban a las repúblicas socialistas participantes de Yugoslavia (Croacia, Bosnia y Herzegovina, Eslovenia, Macedonia, Serbia y Montenegro).
- De 1947 a 1951 se jugó como una liga unificada.
- De 1951 a 1952 se regresó al formato de ligas republicanas.
- De 1952 a 1953 se hizo bajo un sistema de unificación de ligas (las ligas republicanas eran como un sistema unificado y no cada una por separado).
- De 1953 a 1955 se regresó al formato de liga única.
- De 1955 a 1958 se jugó bajo un formato de 4 zonas con 5 grupos c/u.
- De 1958 a 1968 se jugó bajo el sistema de dos grupos geográficos divididos en Este y Oeste.
- De 1968 a 1973 se jugó son el sistema de 4 puntos cardinales, se añadió el grupo Norte y Sur.
- De 1973 a 1988 Se regresó al formato de dos grupos Este y Oeste.
- De 1988 a 1991 se regresó a jugar como una liga unificada.

## Ediciones anteriores
| Temporada                       | Grupos | Campeón | 2º Lugar | 3º Lugar | Ascendidos a la Primera Liga |
| Ligas Republicanas              | | | | | |
| 1946–47                         | | | | | FK Sarajevo |
| Liga Unificada                  | | | | | |
| 1947–48                         | | Budućnost Titograd | Sloga Novi Sad | Naša Krila Zemun | Naša Krila Zemun, Budućnost Titograd, Sloga Novi Sad                                                                                            |
| 1948–49                         | | FK Sarajevo | Mornar Split | Spartak Subotica | FK Sarajevo, Spartak Subotica |
| 1950                            | | Borac Zagreb | Napredak Kruševac | Vojvodina Novi Sad | Vojvodina Novi Sad, Borac Zagreb, Mačva Šabac, Napredak Kruševac                                                                                |
| 1951                            | | Vardar Skopje | Rabotnički Skopje | Budućnost Titograd | Vardar Skopje, Rabotnički Skopje, NK Zagreb |
| Ligas Republicanas              | | | | | |
| 1952                            | Liga Croata del Oeste Liga Croata del Sur Liga de Bosnia Liga de Eslovenia | Kvarner Rijeka Šibenik Velež Mostar Odred Ljubljana | Pula Dubrovnik Sloboda Tuzla Branik Maribor | Lokomotiva Rijeka Zmaj Makarska Borac Banja Luka/Bosna Sarajevo Rudar Trbovlje                                                                            | Spartak Subotica Velež Mostar |
| Ligas Inter-Republicanas        | | | | | |
| 1952–53                         | Liga Croata-Eslovena Liga de Voivodina Liga de Belgrado Liga de Nis Liga de la Ciudad de Belgrado Liga de Kragujevac Liga de Kosmetska Liga de Bosnia-Herzegovina Liga de Macedonia Liga de Montenegro | Proleter Osijek Dinamo Pančevo Mačva Šabac Radnički Niš Radnički Beograd Napredak Kruševac Trepča K.Mitrovica Borac Banja Luka Rabotnički Skopje Budućnost Podgorica | Odred Ljubljana Radnički Sombor Smederevo Timok Zaječar Jedinstvo Zemun Šumadija Aranđelovac Budućnost Peć Željezničar Sarajevo Rabotnik Bitolj Lovćen Cetinje | Šibenik Proleter Zrenjanin Budućnost Valjevo Dinamo Niš Šumadija Beograd Sloga Kraljevo Kosovo Priština Jedinstvo Brčko Bregalnica Štip Radnički Ivangrad | Proleter Osijek, Odred Ljubljana Radnički Beograd, Rabotnički Skopje                                                                            |
| Liga Unificada                  | | | | | |
| 1953–54                         | | NK Zagreb | Željezničar Sarajevo | Velež Mostar | NK Zagreb, Željezničar Sarajevo |
| 1954–55                         | | Velež Mostar | Budućnost Titograd | Metalac Zagreb | Velež Mostar, Budućnost Titograd |
| Ligas Zonales                   | | | | | |
| 1955–56                         | I Zona II A Zona II B Zona III Zona IV Zona | Lokomotiva Zagreb Čelik Zenica Lovćen Cetinje Borovo Vardar Skopje                                                                                                   | Šibenik Borac Banja Luka Radnički Nikšić Budućnost Valjevo Radnički Kragujevac                                                                                 | Odred Ljubljana Mladost Prijedor Arsenal Tivat Smederevo Sloga Kraljevo                                                                                   | Lokomotiva Zagreb Vardar Skopje |
| 1956–57                         | I Zone II A Zona II B Zona III Zona IV Zona | RNK Split Željezničar Sarajevo Lovćen Cetinje Borovo Radnički Kragujevac                                                                                             | Šibenik Čelik Zenica Nikšić Proleter Zrenjanin Radnički Niš | Rijeka Borac Banja Luka Dubrovnik Proleter Osijek Sloga Kraljevo                                                                                          | RNK Split Željezničar Sarajevo |
| 1957–58                         | I Zona II A Zona II B Zona III Zona IV Zona | Rijeka FK Sarajevo Nikšić Proleter Zrenjanin Napredak Kruševac | Lokomotiva Zagreb Sloboda Tuzla Lovćen Cetinje Proleter Osijek Rabotnički Skopje                                                                               | Trešnjevka Zagreb Čelik Zenica Arsenal Tivat Radnički Sombor Radnički Niš                                                                                 | Rijeka FK Sarajevo |
| Grupos Este y Oeste             | | | | | |
| 1958–59                         | Este Oeste | OFK Beograd Sloboda Tuzla | Spartak Subotica Lokomotiva Zagreb | Radnički Sombor RNK Split | OFK Beograd Sloboda Tuzla |
| 1959–60                         | Este oeste | Vardar Skopje RNK Split | RFK Novi Sad Trešnjevka Zagreb | Sutjeska Nikšić Borac Banja Luka | Vardar Skopje RNK Split |
| 1960–61                         | Este Oeste | RFK Novi Sad Borac Banja Luka | Budućnost Titograd Željezničar Sarajevo | Radnički Sombor Trešnjevka Zagreb | RFK Novi Sad Borac Banja Luka |
| 1961–62                         | Este Oeste | Budućnost Titograd Željezničar Sarajevo | Radnički Niš Sloboda Tuzla | Radnički Beograd Trešnjevka Zagreb | Budućnost Titograd, Radnički Niš Željezničar Sarajevo, Sloboda Tuzla                                                                            |
| 1962–63                         | Este Oeste | Vardar Skopje Trešnjevka Zagreb | Radnički Beograd Čelik Zenica | FK Trepča Maribor | Vardar Skopje Trešnjevka Zagreb |
| 1963–64                         | Este Oeste | Sutjeska Nikšić NK Zagreb | FK Bor Maribor | Radnički Beograd Borac Banja Luka | Sutjeska Nikšić NK Zagreb |
| 1964–65                         | Este Oeste | Radnički Beograd Olimpija Ljubljana | Proleter Zrenjanin Sloboda Tuzla | Budućnost Titograd Maribor | Radnički Beograd Olimpija Ljubljana |
| 1965–66                         | Este Oeste | Sutjeska Nikšić Čelik Zenica | Proleter Zrenjanin Sloboda Tuzla | Pobeda Prilep Borovo | Sutjeska Nikšić Čelik Zenica |
| 1966–67                         | Este Oeste | Proleter Zrenjanin Maribor | Priština Osijek | Radnički Sombor Sloboda Tuzla | Proleter Zrenjanin Maribor |
| 1967–68                         | East West | FK Bor Čelik Zenica | FK Trepča Sloboda Tuzla | Sloga Kraljevo Osijek | FK Bor Čelik Zenica |
| Grupos Norte, Sur, Este y Oeste | | | | | |
| 1968–69                         | Este Sur Norte Oeste | Radnički Kragujevac Budućnost Titograd Sloboda Tuzla Orijent Rijeka                                                                                                  | FK Trepča Sutjeska Nikšić Crvenka Borac Banja Luka | Sloboda Užice Bosna Sarajevo Osijek Varteks Varaždin | Radnički Kragujevac Sloboda Tuzla |
| 1969–70                         | Este Sur Norte Oeste | Sloga Kraljevo Sutjeska Nikšić Osijek Rijeka | Borac Čačak Budućnost Titograd Crvenka Borac Banja Luka | Priština Pofalićki Sarajevo Proleter Zrenjanin Rudar Ljubija Prijedor                                                                                     | Crvenka Borac Banja Luka |
| 1970–71                         | Este Sur Norte Oeste | Vardar Skopje Sutjeska Nikšić Proleter Zrenjanin Rijeka | Borac Čačak Budućnost Titograd Osijek Rudar Ljubija Prijedor                                                                                                   | Pobeda Prilep Bosna Visoko Spartak Subotica NK Zagreb | Vardar Skopje Sutjeska Nikšić |
| 1971–72                         | Este Sur Norte Oeste | FK Bor Budućnost Titograd Spartak Subotica Rijeka | Priština Rudar Kakanj Crvenka Rudar Ljubija Prijedor | Napredak Kruševac GOŠK Dubrovnik RFK Novi Sad NK Zagreb                                                                                                   | FK Bor Spartak Subotica |
| 1972–73                         | Este Sur Norte Oeste | Borac Čačak Budućnost Titograd Osijek NK Zagreb | Priština Famos Hrasnica Proleter Zrenjanin Maribor | Šumadija Aranđelovac Igman Ilidža RFK Novi Sad Karlovac                                                                                                   | Proleter Zrenjanin NK Zagreb |
| Grupos Este y Oeste             | | | | | |
| 1973–74                         | Este Oeste | Radnički Kragujevac Rijeka | Borac Čačak Osijek | Priština Kozara B. Gradiška | Radnički Kragujevac Rijeka |
| 1974–75                         | Este Oeste | Budućnost Titograd Borac Banja Luka | Sutjeska Nikšić NK Zagreb | Napredak Kruševac RFK Novi Sad | Budućnost Titograd Borac Banja Luka |
| 1975–76                         | Este Oeste | Napredak Kruševac NK Zagreb | Rad Beograd Osijek | Radnički Pirot RFK Novi Sad | Napredak Kruševac NK Zagreb |
| 1976–77                         | Este Oeste | FK Trepča Osijek | Vardar Skopje RFK Novi Sad | Radnički Pirot OFK Kikinda | FK Trepča Osijek |
| 1977–78                         | Este Oeste | Napredak Kruševac Željezničar Sarajevo | Teteks Tetovo Proleter Zrenjanin | Vardar Skopje OFK Kikinda | Napredak Kruševac Željezničar Sarajevo |
| 1978–79                         | Este Oeste | Vardar Skopje Čelik Zenica | FK Trepča Maribor | Radnički Kragujevac RFK Novi Sad | Vardar Skopje Čelik Zenica |
| 1979–80                         | Este Oeste | OFK Beograd NK Zagreb | Radnički Kragujevac Dinamo Vinkovci | FK Bor Spartak Subotica | OFK Beograd NK Zagreb |
| 1980–81                         | Este Oeste | Teteks Tetovo Osijek | Galenika Zemun Iskra Bugojno | Rad Beograd Dinamo Vinkovci | Teteks Tetovo Osijek |
| 1981–82                         | Este Oeste | Galenika Zemun Dinamo Vinkovci | FK Trepča Spartak Subotica | Timok Zaječar Čelik Zenica | Galenika Zemun Dinamo Vinkovci |
| 1982–83                         | Este Oeste | Priština Čelik Zenica | Sutjeska Nikšić Iskra Bugojno | Teteks Tetovo Jedinstvo Brčko | Priština Čelik Zenica |
| 1983–84                         | Este Oeste | Sutjeska Nikšić Iskra Bugojno | OFK Beograd Spartak Subotica | Pelister Bitola Proleter Zrenjanin | Sutjeska Nikšić Iskra Bugojno |
| 1984–85                         | Este Oeste | OFK Beograd Čelik Zenica | FK Novi Pazar Šibenik | Pelister Bitola Spartak Subotica | OFK Beograd Čelik Zenica |
| 1985–86                         | Este Oeste | Radnički Niš Spartak Subotica | Rad Beograd Iskra Bugojno | Radnički Kragujevac Leotar Trebinje | Radnički Niš Spartak Subotica |
| 1986–87                         | Este Oeste | Rad Beograd Vojvodina Novi Sad | OFK Beograd RFK Novi Sad | FK Novi Pazar OFK Kikinda | Rad Beograd Vojvodina Novi Sad |
| 1987–88                         | Este Oeste | Napredak Kruševac Spartak Subotica | OFK Beograd GOŠK Jug Dubrovnik | Pelister Bitola Dinamo Vinkovci | Napredak Kruševac Spartak Subotica |
| Liga Unificada                  | | | | | |
| 1988–89                         | | Olimpija Ljubljana | Borac Banja Luka | Proleter Zrenjanin | Olimpija Ljubljana, Borac Banja Luka |
| 1989–90                         | | Zemun | Proleter Zrenjanin | Sutjeska Nikšić | Zemun, Proleter Zrenjanin |
| 1990–91                         | | NK Zagreb | Vardar Skopje | OFK Beograd | Vardar Skopje, OFK Beograd, Sutjeska Nikšić, Pelister Bitola (FR Yugoslavia) NK Zagreb, Šibenik, Cibalia Vinkovci, GOŠK Jug Dubrovnik (Croatia) |
| 1991–92                         | | Bečej | Hajduk Kula | Radnički Beograd | [ 21 ] |